# Match of the Day
Match of the Day is een Brits voetbalprogramma uit 1964 dat uitgezonden wordt op BBC One en dat sinds 1999 wordt gepresenteerd door Gary Lineker. Match of the Day analyseert en brengt op wekelijkse basis – zowel op zaterdag- als zondagavond – verslag uit over voetbalwedstrijden uit de Engelse Premier League, de hoogste competitie van het land. Naast de wekelijkse uitzendingen over de competitie zijn er ook Match of the Day-specials in verband met FA Cup of internationale wedstrijden. De themamuziek op zaterdag is al sinds 1970 ongewijzigd.

## Presentatoren en commentatoren
Het programma wordt door verschillende personen gepresenteerd. Sinds 1999 is Gary Lineker, zelf oud-voetballer, de hoofdpresentator. Alan Shearer is, sinds het einde van zijn loopbaan in 2006, een reguliere studio-analist. In 2009 legde Shearer de job als analist naast zich neer: de voormalig aanvaller werd hoofdtrainer van zijn ex-club Newcastle United, maar degradeerde uit de Premier League en keerde terug naar het programma. De commentatoren zijn of waren Guy Mowbray, Steve Wilson, Jonathan Pearce, Simon Brotherton en John Motson, die voor het eerst verscheen in 1971. Andere commentatoren zijn John Roder, Dan O'Hagan, Martin Fisher, Jacqui Oatley, Robyn Cowan en Alistair Mann. Voormalig commentatoren zijn Barry Davies, Tony Gubba, David Coleman en Clive Tyldesley. Huidige oud-spelers die als analist optreden zijn onder anderen Danny Murphy, Phil Neville, Ian Wright en Jermaine Jenas.

## Match of the Day 2
Op zondag is er op BBC Two een extra uitzending van Match of the Day, die wordt Match of the Day 2 genoemd. De presentatie wordt voornamelijk gedaan door Colin Murray, maar ook Gary Lineker presenteert het programma soms. De inhoud van de begintitels is anders dan in Match of the Day op zaterdag. Op zondag worden de wedstrijden uit de Premier League die dan gespeeld zijn samengevat. Daarnaast is er plaats voor onder andere het onderdeel '2 Good 2 Bad', een verzameling van grappige fragmenten op en naast het veld.